# ビアンカ (映画)
『ビアンカ』（イタリア語: La viaccia）は、1961年（昭和36年）製作・公開、マウロ・ボロニーニ監督のイタリア・フランス合作映画である。

## 略歴・概要
本作は、1961年、イタリアの映画プロデューサーアルフレード・ビニが経営する製作会社アルコ・フィルムと、イタリアの製作会社ガラテア・フィルム、フランスの映画会社SGCが共同で製作を開始、トスカーナ州フィレンツェ県フィレンツェ等でロケーション撮影を行い、完成した作品である。マリオ・プラテージの小説 L'eredità （1889年）を原作に、ヴァスコ・プラトリーニ、パスクァーレ・フェスタ・カンパニーレ、マッシモ・フランチオーザの3人が脚本を執筆した。映画監督のピエトロ・ジェルミが、主演のジャン＝ポール・ベルモンド、クラウディア・カルディナーレに次ぐ重要な役で出演している。
同年5月3日に開催された第14回カンヌ国際映画祭のコンペティションに出品された。その後、まずSGCが配給してフランスで6月13日、その後ティタヌスが配給してイタリアで8月15日にそれぞれ公開された。翌1962年（昭和37年）、ナストロ・ダルジェント賞において、ピエロ・トージが衣裳賞、フラヴィオ・モゲリーニが美術賞をそれぞれ受賞した。
日本では、1963年（昭和38年）1月6日、大映（のちの角川映画、現在の角川書店）が配給して、劇場公開された。2011年（平成23年）2月現在に至るまでDVD等のビデオグラム販売等は行われていない。
2009年（平成21年）9月5日に開催された第66回ヴェネツィア国際映画祭で上映されている。

## スタッフ
- プロデューサー : アルフレード・ビニ
- 監督 : マウロ・ボロニーニ
- 原作 : マリオ・プラテージ （Mario Pratesi, 小説 L'eredità）
- 脚本 : ヴァスコ・プラトリーニ （Vasco Pratolini）、パスクァーレ・フェスタ・カンパニーレ、マッシモ・フランチオーザ
- 撮影 : レオニーダ・バルボーニ （Leonida Barboni）
- 美術監督 : フラヴィオ・モゲリーニ （Flavio Mogherini）
- 美術・衣裳 : ピエロ・トージ （Piero Tosi）
- 編集 : ニーノ・バラーリ （Nino Baragli）
- 音楽 : ピエロ・ピッチオーニ
- 音楽監督 : フランコ・フェッラーラ

## キャスト
※括弧内は日本語吹替（初回放送1968年5月30日『木曜洋画劇場』）
- ジャン＝ポール・ベルモンド - アメリゴ（吹替：前田昌明）
- クラウディア・カルディナーレ - ビアンカ（吹替：今井和子）
- ピエトロ・ジェルミ - ステファーノ
- ロモロ・ヴァッリ （Romolo Valli） - ダンテ
- ガブリエッラ・パッロッタ （Gabriella Pallotta） - カルメリンダ
- ジーナ・サンマルコ （Gina Sammarco） - 女主人
- マルチェッラ・ヴァレーリ （Marcella Valeri [5]） - ベッパ
- エンマ・バロン （Emma Baron） - ジョヴァンナ
- クラウディオ・ビアーヴァ （Claudio Biava [6]） - アルレッキーノ
- フランコ・バルドゥッチ （Franco Balducci） - トニャッチオ
- ナンド・アンジェリーニ （Nando Angelini） - 若い男
- パオラ・ピタゴーラ （Paola Pitagora） - アンナ
- ジャンナ・ジャケッティ （Gianna Giachetti） - 寄宿人
- ロジータ・ディ・ヴェラ・クルス （Rosita di Vera Cruz [7]） - マルゲリータ
- オリンピア・カヴァッリ （Olimpia Cavalli [8]） - 寄宿人
- ドリー・サンペリ （Dolly Samperi [9]） - 娼婦
- マリア・グラツィア・バルヴェッティ （Maria Grazia Balvetti [10]） - 娼婦
- エミリア・モゲッティ （Emilia Moghetti [11]） - カメリエーラ
- アーダ・パッセリ （Ada Passeri [12]） - レジ係
- ポール・フランケール （Paul Frankeur） - フェルディナンド

## 註
1. 1 2 3 4 5 6 7 8  La viaccia, インターネット・ムービー・データベース （英語）, 2011年2月22日閲覧。
2. ↑  La Viaccia, allmovie （英語）, 2011年2月22日閲覧。
3. ↑  ビアンカ、キネマ旬報映画データベース、2011年2月22日閲覧。
4. ↑  ビアンカ、allcinema ONLINE, 2011年2月22日閲覧。
5. ↑  Marcella Valeri - IMDb（英語）, 2011年2月22日閲覧。
6. ↑  Claudio Biava - IMDb（英語）, 2011年2月22日閲覧。
7. ↑  Rosita di Vera Cruz - IMDb（英語）, 2011年2月22日閲覧。
8. ↑  Olimpia Cavalli - IMDb（英語）, 2011年2月22日閲覧。
9. ↑  Dolly Samperi - IMDb（英語）, 2011年2月22日閲覧。
10. ↑  Maria Grazia Balvetti - IMDb（英語）, 2011年2月22日閲覧。
11. ↑  Emilia Moghetti - IMDb（英語）, 2011年2月22日閲覧。
12. ↑  Ada Passeri - IMDb（英語）, 2011年2月22日閲覧。

## 関連事項
- 1963年の日本公開映画
- ナストロ・ダルジェント衣裳賞 （it:Nastro d'argento ai migliori costumi）
- ナストロ・ダルジェント美術賞 （it:Nastro d'argento alla migliore scenografia）